# Агрегатна вулиця (Київ)
Агрега́тна ву́лиця — вулиця в Оболонському районі міста Києва, місцевість Пріорка. Пролягає від Мукачівської вулиці до кінця забудови (раніше — від вулиці Боровиковського до Радомишльської вулиці).

## Історія
Вулиця виникла в 1910-ті роки під назвою А́нненський прову́лок. Сучасна назва — з 1952 року. У 1963 році частина вулиці була приєднана до Макіївської вулиці. 

## Забудова
До вулиці відносяться лише дві будівлі: № 9 — ліцей туризму, та № 2 — житловий будинок (цегляна дев'ятиповерхівка серії 151-87).

## Установи та заклади
- Ліцей туризму Інституту туризму Федерації профспілок України[3] (вул. Агрегатна, 9)